# Hadrianopolis (Paphlagonien)
Koordinaten: 40° 56′ N, 32° 29′ O

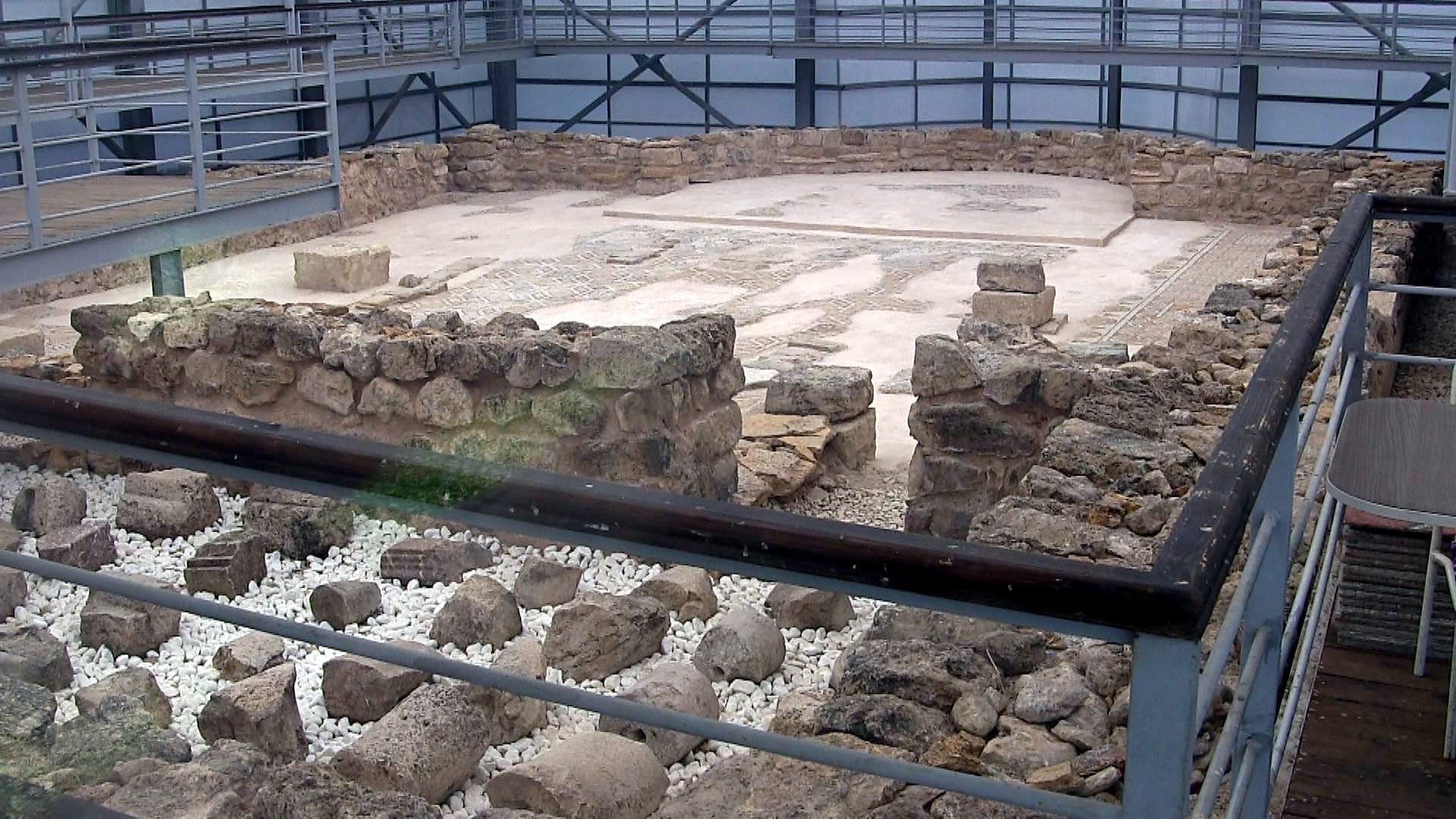
Mosaikfußboden einer Kirche

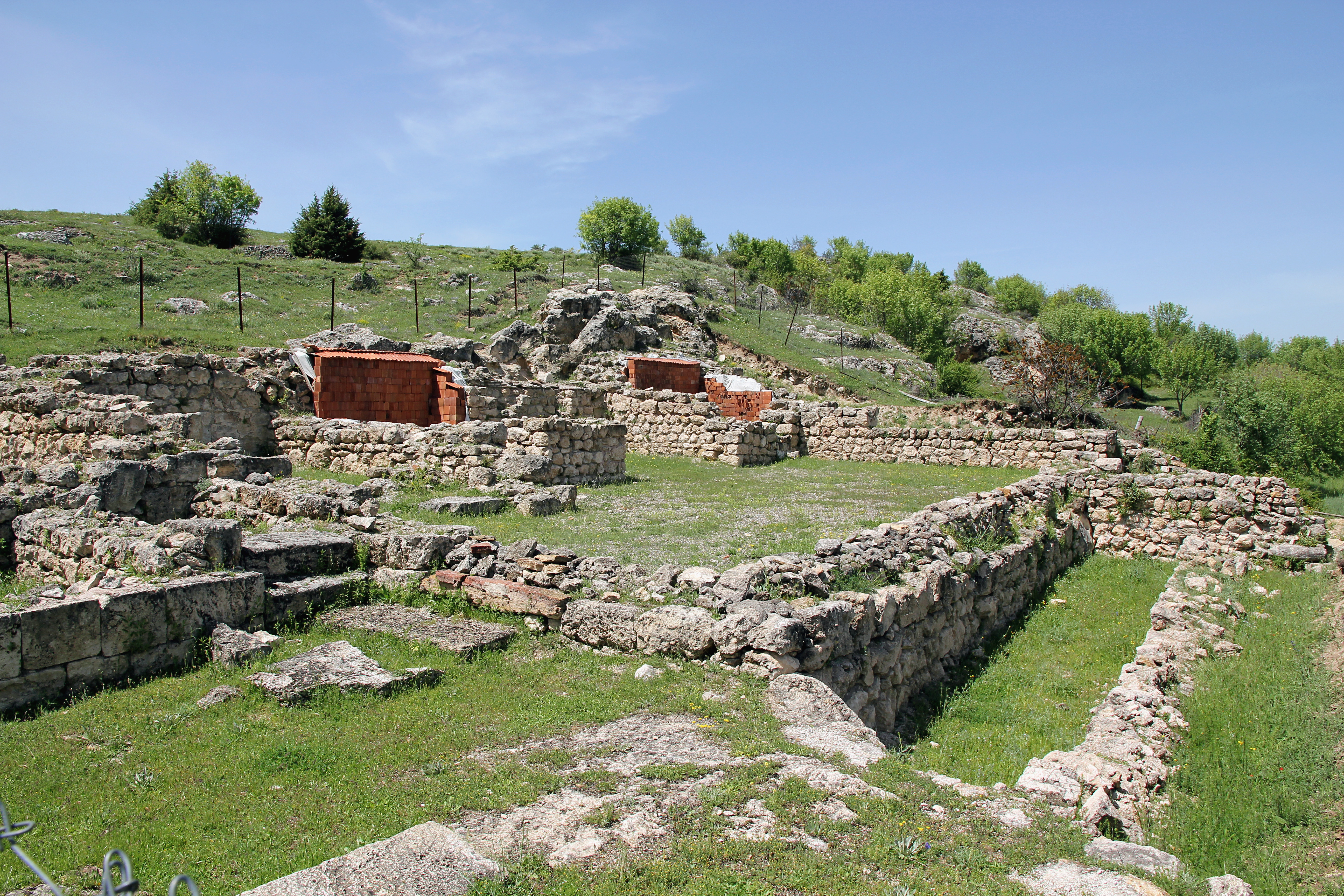
Reste einer römischen Villa

Hadrianopolis (altgriechisch Ἁδριανόπολις, auch Άδριανούπολις Hadrianoupolis) war eine antike Stadt in der Landschaft Paphlagonien im nördlichen Kleinasien. Sie befand sich in der hügeligen Landschaft zwischen den heutigen Orten Eskipazar, Budaklar, Büyükyayalar und Çayli in der türkischen Provinz Karabük.
Ursprünglich hieß die Stadt Kaisareia Proseilemmeitai, bis sie zu Ehren des römischen Kaisers Hadrian in Hadrianopolis umbenannt wurde. 
Seit 2005 finden in Hadrianopolis Ausgrabungen statt, bis 2009 unter Leitung von Ergün Laflı, seit 2011 unter Leitung von Vedat Keleş. Seither wurde zahlreichen Stellen des weitläufigen Stadtareals untersucht, hierbei konnten u. a. mehrere Kirchen mit Mosaiken ausgegraben werden.